# Farmington (Mississippi)
Farmington je město v okrese Alcorn County ve státě Mississippi ve Spojených státech amerických. K roku 2000 zde žilo 1 810 obyvatel. S celkovou rozlohou 9,7 km² byla hustota zalidnění 187 obyvatel na km².